# Nati nel 2000/Agosto
| Questa pagina contiene informazioni ricavate automaticamente dalle voci biografiche con l'ausilio del template Bio e di un bot. L'aggiornamento è periodico e automatico e ricostruisce completamente la pagina. Se manca una persona in questa lista, sei pregato di non aggiungerla, ma accertati piuttosto che la sua voce biografica contenga il template Bio e che i dati anagrafici siano correttamente compilati. Se il template Bio manca, inseriscilo tu stesso o, in alternativa, metti l'avviso {{tmp\|Bio}} che ne segnala la mancanza. Se i dati riportati sono sbagliati, correggi direttamente la voce biografica; le modifiche saranno visibili in questa lista entro pochi giorni. Per chiarimenti vedi il progetto biografie. La lista contiene solo le 306 persone che sono citate nell'enciclopedia e per le quali è stato implementato correttamente il template Bio. Pagina aggiornata al 18 ago 2025. |

- 1º agosto - Snoop Conner, giocatore di football americano statunitense
- 1º agosto - Karl Fabien, calciatore francese
- 1º agosto - Malin Gut, calciatrice svizzera
- 1º agosto - Tre Hawkins III, giocatore di football americano statunitense
- 1º agosto - Kim Chae-won, cantante e ballerina sudcoreana
- 1º agosto - Antonio Natalucci, calciatore dominicano
- 1º agosto - Gervásio Olivera, calciatore uruguaiano
- 1º agosto - Lil Loaded, rapper statunitense († 2021)
- 1º agosto - Jana Tyščenko, pistard russa
- 1º agosto - Remina Yoshimoto, lottatrice giapponese
- 2 agosto - Sara Conti, pattinatrice artistica su ghiaccio italiana
- 2 agosto - Varvara Gračëva, tennista russa
- 2 agosto - Rodrigo Herrera, calciatore argentino
- 2 agosto - Mohammed Kudus, calciatore ghanese
- 2 agosto - Ibrahima Kébé, calciatore maliano
- 2 agosto - Hailey Langland, snowboarder statunitense
- 2 agosto - Andy Lyons, calciatore irlandese
- 2 agosto - Aaron Molinas, calciatore argentino
- 2 agosto - Domenico Pace, pallavolista italiano
- 2 agosto - Andrew Privett, calciatore statunitense
- 2 agosto - Jannes Wieckhoff, calciatore tedesco
- 2 agosto - Alix Wilkinson, ex sciatrice alpina statunitense
- 2 agosto - Wendel da Silva Costa, calciatore brasiliano
- 3 agosto - Mohamed Amissi, calciatore belga
- 3 agosto - Tony Arbolino, pilota motociclistico italiano
- 3 agosto - Alessandro Arena, calciatore italiano
- 3 agosto - Damion Baugh, cestista statunitense
- 3 agosto - Landry Bender, attrice statunitense
- 3 agosto - Giorgia Bocola, cestista italiana
- 3 agosto - Thijs Dallinga, calciatore olandese
- 3 agosto - Marco Ehmann, calciatore tedesco
- 3 agosto - Chandler Kinney, attrice, doppiatrice e produttrice televisiva statunitense
- 4 agosto - Gabriela Agúndez, tuffatrice messicana
- 4 agosto - Đorđe Babić, calciatore serbo
- 4 agosto - Gabbie Carter, attrice pornografica statunitense
- 4 agosto - Martin Chevalier, pallavolista ceco
- 4 agosto - Autumn Falls, attrice pornografica statunitense
- 4 agosto - Manuel Lando, altista italiano
- 4 agosto - Alejandro Marqués, calciatore venezuelano
- 4 agosto - Jackson Porozo, calciatore ecuadoriano
- 4 agosto - Pilar Rubagotti, ginnasta italiana
- 4 agosto - Ignacio Schor, calciatore argentino
- 4 agosto - Lena Wechner, sciatrice alpina austriaca
- 4 agosto - Guðný Árnadóttir, calciatrice islandese
- 5 agosto - Jonas Auer, calciatore austriaco
- 5 agosto - Gerónimo Bortagaray, calciatore uruguaiano
- 5 agosto - D.J. Carton, cestista statunitense
- 5 agosto - Rafael Fernández Inzunza, calciatore messicano
- 5 agosto - Jérémy Gillet, attore belga
- 5 agosto - Mees Hendrikx, ciclocrossista e ciclista su strada olandese
- 5 agosto - Filip Hlevnjak, calciatore croato
- 5 agosto - Anshu Malik, lottatrice indiana
- 5 agosto - Lenny Pintor, calciatore francese
- 5 agosto - Lucas Sanseviero, calciatore uruguaiano
- 5 agosto - Ali Youssef, calciatore svedese
- 5 agosto - Michele Šego, calciatore croato
- 6 agosto - Gianluca Böhm, sciatore alpino svizzero
- 6 agosto - Tormis Laine, sciatore alpino estone
- 6 agosto - Iker Pozo, calciatore spagnolo
- 7 agosto - Jonatan Braut Brunes, calciatore norvegese
- 7 agosto - Keion Brooks, cestista statunitense
- 7 agosto - Bobby Brown III, giocatore di football americano statunitense
- 7 agosto - Pascal Faatz, tuffatore olandese
- 7 agosto - Lauren Hemp, calciatrice inglese
- 7 agosto - Jevhen Isajenko, calciatore ucraino
- 7 agosto - Konstantin Ivliev, pattinatore di short track russo
- 7 agosto - David Jurásek, calciatore ceco
- 7 agosto - Jandro Orellana, calciatore spagnolo
- 7 agosto - Jerrick Reed II, giocatore di football americano statunitense
- 7 agosto - Tyquan Thornton, giocatore di football americano statunitense
- 7 agosto - Dylan Vork, tuffatore olandese
- 7 agosto - Suresh Singh Wangjam, calciatore indiano
- 8 agosto - Félix Auger-Aliassime, tennista canadese
- 8 agosto - Rodrigo Cabral, calciatore argentino
- 8 agosto - Decker Dean, saltatore con gli sci statunitense
- 8 agosto - Chris Donovan, calciatore statunitense
- 8 agosto - Kōki Morita, calciatore giapponese
- 8 agosto - Fabio Obermeyr, combinatista nordico austriaco
- 8 agosto - Zlatan Šehović, calciatore serbo
- 8 agosto - NaLyssa Smith, cestista statunitense
- 8 agosto - Ragan Smith, ex ginnasta statunitense
- 9 agosto - Rodrigo Nestor, calciatore brasiliano
- 9 agosto - Mario Alberto Bertolaso, atleta paralimpico italiano
- 9 agosto - Buffy Chen, attrice taiwanese
- 9 agosto - Yadaly Diaby, calciatore francese
- 9 agosto - Kessler Edwards, cestista statunitense
- 9 agosto - Marta García, pilota automobilistica spagnola
- 9 agosto - Christian Gomis, calciatore senegalese
- 9 agosto - Aidan Hutchinson, giocatore di football americano statunitense
- 9 agosto - Kim Geon-hee, pattinatrice di short track sudcoreana
- 9 agosto - Kim Hyang-gi, attrice sudcoreana
- 9 agosto - Yoan Makoundou, cestista francese
- 9 agosto - Klíver Moreno, calciatore colombiano
- 9 agosto - Arlo Parks, cantautrice britannica
- 9 agosto - Artur Remenjak, calciatore ucraino
- 9 agosto - Lion Schuster, calciatore austriaco
- 9 agosto - Djed Spence, calciatore inglese
- 9 agosto - Erica Sullivan, nuotatrice statunitense
- 10 agosto - Nana Antwi, calciatore ghanese
- 10 agosto - Valeryj Bačaroŭ, calciatore bielorusso
- 10 agosto - Arnaud Gaudet, snowboarder canadese
- 10 agosto - Waka Kobori, nuotatrice giapponese
- 10 agosto - Filip Prokopyszyn, pistard e ciclista su strada polacco
- 10 agosto - Eridon Qardaku, calciatore albanese
- 10 agosto - Jakob Tånnander, calciatore svedese
- 10 agosto - Jüri Vips, pilota automobilistico estone
- 10 agosto - Daniela Vismane, tennista lettone
- 10 agosto - Sophia Wilson, calciatrice statunitense
- 10 agosto - Eric dos Santos Rodrigues, calciatore brasiliano
- 11 agosto - Orlando Galo, calciatore costaricano
- 11 agosto - Florian Kleinhansl, calciatore tedesco
- 11 agosto - Chidinma Okeke, calciatrice nigeriana
- 11 agosto - Sofie Svava, calciatrice danese
- 11 agosto - Jeremy Ruckert, giocatore di football americano statunitense
- 12 agosto - Niamh Fisher-Black, ciclista su strada neozelandese
- 12 agosto - Jhonny Lucas, calciatore brasiliano
- 12 agosto - Jáderson, calciatore brasiliano
- 12 agosto - Parham Maghsoodloo, scacchista iraniano
- 12 agosto - Martin Martinez, attore e modello statunitense
- 12 agosto - Vincenzo Millico, calciatore italiano
- 12 agosto - James Clinton Schoonmaker, fondista statunitense
- 12 agosto - Rodrigo Vidal, calciatore uruguaiano
- 12 agosto - Brynjólfur Darri Willumsson, calciatore islandese
- 12 agosto - Micael dos Santos Silva, calciatore brasiliano
- 13 agosto - Adriano Bertaccini, calciatore belga
- 13 agosto - Celton Biai, calciatore portoghese
- 13 agosto - Rasheed Broadbell, ostacolista giamaicano
- 13 agosto - Anthony Keyvan, attore statunitense
- 13 agosto - Oliver Olsen, calciatore danese
- 13 agosto - DeMarvion Overshown, giocatore di football americano statunitense
- 13 agosto - Will Putnam, giocatore di football americano statunitense
- 13 agosto - Tomáš Čvančara, calciatore ceco
- 14 agosto - Federico Andrade, calciatore uruguaiano
- 14 agosto - Ismaël Boura, calciatore francese
- 14 agosto - Maximilian Breunig, calciatore tedesco
- 14 agosto - Kevin D'Anzico, calciatore lussemburghese
- 14 agosto - Celina Herz, ex sciatrice alpina austriaca
- 14 agosto - Bruno Ieraci, pilota motociclistico italiano
- 14 agosto - Tapiwanashe Makarawu, velocista zimbabwese
- 14 agosto - Alice Muraro, ostacolista italiana
- 14 agosto - Nick Saldiveri, giocatore di football americano statunitense
- 14 agosto - Vojtěch Řepa, ex ciclista su strada ceco
- 15 agosto - Olivia Giaccio, sciatrice freestyle statunitense
- 15 agosto - George Stanger, calciatore neozelandese
- 15 agosto - Alan Rodríguez, calciatore paraguaiano
- 15 agosto - Yūto Tsunashima, calciatore giapponese
- 15 agosto - Perrion Winfrey, giocatore di football americano statunitense
- 16 agosto - Victoire Berteau, pistard e ciclista su strada francese
- 16 agosto - Héctor Cuéllar, calciatore boliviano
- 16 agosto - Laurie Denommee, ginnasta canadese
- 16 agosto - Evgenija Levanova, ginnasta russa
- 16 agosto - Hilma Lövblom, sciatrice alpina svedese
- 16 agosto - Elijah Canlas, attore e modello filippino
- 16 agosto - Anastasija Moskalenko, atleta paralimpica ucraina
- 16 agosto - Jon Ander Olasagasti, calciatore spagnolo
- 16 agosto - Houssem Tka, calciatore tunisino
- 16 agosto - Alondra Vázquez, pallavolista portoricana
- 17 agosto - Hashim Ali, calciatore qatariota
- 17 agosto - Álvaro Barreal, calciatore argentino
- 17 agosto - Thomás Chacón, calciatore uruguaiano
- 17 agosto - Heron Crespo da Silva, calciatore brasiliano
- 17 agosto - Stephen Duke-McKenna, calciatore guyanese
- 17 agosto - Thomas Gachignard, ciclista su strada francese
- 17 agosto - Lil Pump, rapper e cantautore statunitense
- 17 agosto - Dovydas Giedraitis, cestista lituano
- 17 agosto - Travis Glover, giocatore di football americano statunitense
- 17 agosto - Rafael Haller, calciatore uruguaiano
- 17 agosto - Ngeno Kipngetich, mezzofondista keniota
- 17 agosto - Maurice Malone, calciatore tedesco
- 17 agosto - Adrijana Mori, calciatrice slovena
- 17 agosto - Olivia Nelson-Ododa, cestista statunitense
- 17 agosto - Kwaku Bonsu Osei, calciatore ghanese
- 17 agosto - Rodrigo Saravia, calciatore uruguaiano
- 17 agosto - Marcel Schantl, calciatore austriaco
- 17 agosto - Hrvoje Smolčić, calciatore croato
- 17 agosto - Ivan Smolčić, calciatore croato
- 17 agosto - Denys Taraduda, calciatore ucraino
- 17 agosto - VillaBanks, rapper italiano
- 17 agosto - Sjuzanna Valodz'ka, sollevatrice bielorussa
- 18 agosto - Aurora Berton, velocista italiana
- 18 agosto - Davide Calgaro, attore e comico italiano
- 18 agosto - Matteo Di Giusto, calciatore svizzero
- 18 agosto - Andreaa Dragoman, tennistavolista rumena
- 18 agosto - Tiago Gonçalves, calciatore portoghese
- 18 agosto - Ida Marie Hagen, combinatista nordica norvegese
- 18 agosto - Maximilian Kofler, pilota motociclistico austriaco
- 18 agosto - Axel Lindqvist, sciatore alpino svedese
- 18 agosto - Jakub Majerski, nuotatore polacco
- 18 agosto - Nikolaj Majorov, pattinatore artistico su ghiaccio svedese
- 18 agosto - Cameron Mason, ciclocrossista, mountain biker e ciclista su strada britannico
- 18 agosto - Aristide Mouaha, cestista camerunese
- 18 agosto - Ayrton Portillo, calciatore argentino
- 18 agosto - Alen Smailagić, cestista serbo
- 18 agosto - Nikolaj Titkov, calciatore russo
- 18 agosto - Éric Vales, calciatore andorrano
- 18 agosto - Yentl Van Genechten, calciatore belga
- 19 agosto - Božana Butigan, pallavolista bosniaca
- 19 agosto - Kerstin Casparij, calciatrice olandese
- 19 agosto - Felix Engelhardt, ciclista su strada tedesco
- 19 agosto - Joel Jorquera, calciatore spagnolo
- 19 agosto - Kris Murray, cestista statunitense
- 19 agosto - Keegan Murray, cestista statunitense
- 19 agosto - Pedro Ortiz, calciatore spagnolo
- 20 agosto - João Pedro da Silva Freitas, calciatore est-timorese
- 20 agosto - T'Sharne Gallimore, calciatore anglo-verginiano
- 20 agosto - Kazuki Masaki, pilota motociclistico giapponese
- 20 agosto - Pau Miquel, ciclista su strada spagnolo
- 20 agosto - Omar Mussa, calciatore belga
- 20 agosto - Jacob Peters, nuotatore britannico
- 20 agosto - Fatima Ptacek, attrice statunitense
- 20 agosto - Agustín Pérez, calciatore uruguaiano
- 20 agosto - Theocharīs Tsiggaras, calciatore greco
- 21 agosto - Artem Bondarenko, calciatore ucraino
- 21 agosto - Abel Bretones, calciatore spagnolo
- 21 agosto - Kane Crichlow, calciatore bermudiano
- 21 agosto - Yahia Fofana, calciatore francese
- 21 agosto - Dylan Horton, giocatore di football americano statunitense
- 21 agosto - Mona McSharry, nuotatrice irlandese
- 21 agosto - Kemba Nelson, velocista giamaicana
- 21 agosto - Charokee Young, velocista giamaicana
- 22 agosto - Michal Beran, calciatore ceco
- 22 agosto - Innes Cameron, calciatore scozzese
- 22 agosto - Jack Campbell, giocatore di football americano statunitense
- 22 agosto - George Conditt, cestista statunitense
- 22 agosto - Alfa, cantautore e rapper italiano
- 22 agosto - Martin Dičev, calciatore bulgaro
- 22 agosto - Juan Cruz Esquivel, calciatore argentino
- 22 agosto - Fernán Faerrón, calciatore costaricano
- 22 agosto - Laila Mohsen, nuotatrice artistica egiziana
- 22 agosto - Mateusz Skrzypczak, calciatore polacco
- 23 agosto - Jakorian Bennett, giocatore di football americano statunitense
- 23 agosto - Florian Grengbo, pistard francese
- 23 agosto - Borjana Kalejn, ginnasta bulgara
- 23 agosto - André Ricardo, calciatore portoghese
- 23 agosto - Trần Tiểu Vy, modella vietnamita
- 23 agosto - Devin Vassell, cestista statunitense
- 23 agosto - Zhu Chenjie, calciatore cinese
- 24 agosto - Kevin Briceño, giocatore di calcio a 5 venezuelano
- 24 agosto - Dinis Pinto, calciatore portoghese
- 24 agosto - Clara, cantante danese
- 24 agosto - Griffin Gluck, attore statunitense
- 24 agosto - Derion Kendrick, giocatore di football americano statunitense
- 24 agosto - Lewis Miller, calciatore australiano
- 24 agosto - Nikita Novickij, sciatore freestyle russo
- 24 agosto - Manu Sánchez, calciatore spagnolo
- 24 agosto - Pele Uibel, pentatleta tedesco
- 24 agosto - Emanuel Vignato, calciatore italiano
- 25 agosto - Laia Aleixandri, calciatrice spagnola
- 25 agosto - Sudais Ali Baba, calciatore nigeriano
- 25 agosto - Jared Butler, cestista statunitense
- 25 agosto - Vincenzo Cantiello, cantante italiano
- 25 agosto - Nicki Nicole, cantante argentina
- 25 agosto - Zachary Grech, calciatore maltese
- 25 agosto - Marcus Sander Hansen, ciclista su strada danese
- 25 agosto - Zyen Jones, calciatore statunitense
- 25 agosto - Igor Nikić, calciatore montenegrino
- 25 agosto - Otito Ogbonnia, giocatore di football americano statunitense
- 25 agosto - Ksenija Poljakova, ginnasta russa
- 25 agosto - Emerson Rivaldo Rodríguez, calciatore colombiano
- 25 agosto - Adalid Terrazas, calciatore boliviano
- 26 agosto - Darius Alexander, giocatore di football americano statunitense
- 26 agosto - Filippo Baroncini, ciclista su strada italiano
- 26 agosto - Musa Isah, velocista bahreinita
- 26 agosto - Rareș Ispas, calciatore rumeno
- 26 agosto - Adama Jammeh, calciatore gambiano
- 26 agosto - Mervin Lewis, calciatore nevisiano
- 26 agosto - Ergys Peposhi, calciatore albanese
- 26 agosto - Sara Seye, rugbista a 15 italiana
- 26 agosto - Dušan Stojinović, calciatore sloveno
- 26 agosto - Ethan Vernon, pistard e ciclista su strada britannico
- 26 agosto - Kyren Williams, giocatore di football americano statunitense
- 27 agosto - Wilson Isidor, calciatore francese
- 27 agosto - Zico Bailey, calciatore statunitense
- 27 agosto - Aldo Maíz, calciatore paraguaiano
- 27 agosto - Elisa Polli, calciatrice italiana
- 28 agosto - Anwar Ali, calciatore indiano
- 28 agosto - Artie 5ive, rapper italiano
- 28 agosto - Franco Díaz, calciatore argentino
- 28 agosto - Sanshiro Murao, judoka giapponese
- 28 agosto - Danny Namaso, calciatore camerunese
- 28 agosto - Mãozinha Pereira, cestista brasiliano
- 29 agosto - Nikita Afanas'ev, scacchista russo
- 29 agosto - Gabriel Barès, calciatore svizzero
- 29 agosto - Carolyn Rayna Buckle, nuotatrice artistica singaporiana
- 29 agosto - Mario Gila, calciatore spagnolo
- 29 agosto - Julia Grosso, calciatrice canadese
- 29 agosto - Nikoleta Jíchová, ostacolista e velocista ceca
- 29 agosto - Yuri Solcà, cestista svizzero
- 29 agosto - Agustín Sosa, calciatore argentino
- 30 agosto - Jamaree Caldwell, giocatore di football americano statunitense
- 30 agosto - Trevor Keegan, giocatore di football americano statunitense
- 30 agosto - Bruno Liuzzi, calciatore argentino
- 30 agosto - John Nwankwo, calciatore spagnolo
- 30 agosto - Anthony Roncaglia, calciatore francese
- 30 agosto - James Scott, calciatore scozzese
- 30 agosto - Filip Stuparević, calciatore serbo
- 30 agosto - Vince Williams, cestista statunitense
- 31 agosto - Angel Gomes, calciatore inglese
- 31 agosto - Rémi Drolet, fondista canadese
- 31 agosto - Sauce Gardner, giocatore di football americano statunitense
- 31 agosto - Veronika Hryško, nuotatrice artistica ucraina
- 31 agosto - Mathis Lachuer, calciatore francese
- 31 agosto - Matias Malmberg, pistard e ciclista su strada danese
- 31 agosto - Vlad Pop, calciatore rumeno
- 31 agosto - Albion Rrahmani, calciatore kosovaro
- 31 agosto - Gustavo Sánchez, nuotatore artistico colombiano